# Liga Colombiana de Béisbol Profesional 2008-09
La temporada de la Liga Colombiana de Béisbol Profesional 2008-09 o Copa DirecTV por motivos comerciales fue la 33° edición de este campeonato. Comenzó el 24 de octubre de 2008 y terminó el 25 de enero de 2009. Un total de 4 equipos participaron en la competición. 

## Novedades
Tigres de Cartagena vuelve aparecer luego de ausentarse la temporada anterior mientras que Cardenales de Montería desapareció con el regreso de Leones de Montería.

## Sistema de juego
La primera fase llamada temporada regular la jugaron los cuatro equipos entre sí disputando 54
juegos, 27 de local y 27 de
visitante. Los tres mejores clasificaron al round robin. La final la disputaron los 2 primeros equipos de la fase
anterior siendo campeón el
ganador de 4 de 7 juegos.

## Equipos participantes
| Equipo                   | Fundación | Departamento | Ciudad       | Estadio                   | Capacidad |
| Caimanes de Barranquilla | 1984      | Atlántico    | Barranquilla | Estadio Tomás Arrieta     | 8 000     |
| Tigres de Cartagena      | 1996      | Bolívar      | Cartagena    | Estadio Once de Noviembre | 12 000    |
| Leones de Montería       | 2003      | Córdoba      | Montería     | Estadio 18 de Junio       | 11 000    |
| Toros de Sincelejo       | 2003      | Sucre        | Sincelejo    | Estadio 20 de Enero       | 10 000    |

## Temporada regular
| Pos | Equipo                   | JG | JP | JJ | AVG.  | Dif |
| --- | ------------------------ | -- | -- | -- | ----- | --- |
| 1.  | Leones de Montería       | 31 | 22 | 53 | 0,585 | --- |
| 2.  | Caimanes de Barranquilla | 28 | 25 | 53 | 0,528 | 3,0 |
| 3.  | Tigres de Cartagena      | 26 | 28 | 54 | 0,481 | 5,5 |
| 4.  | Toros de Sincelejo       | 22 | 32 | 54 | 0,407 | 9,5 |

|  | Clasificados al Round Robin |
|  | Eliminados.                 |

- Nota: Caimanes y Leones quedaron con un juego pendiente en la parte baja del quinto episodio ganando los visitantes 2-0 el 28 de diciembre en el Estadio 18 de Junio de Montería

## Round Robin
| Pos | Equipo                   | JG | JP | JJ | AVG.  | Dif |
| --- | ------------------------ | -- | -- | -- | ----- | --- |
| 1.  | Caimanes de Barranquilla | 4  | 4  | 8  | 0,500 | --- |
| 2.  | Leones de Montería       | 5  | 4  | 9  | 0,555 | --- |
| 3.  | Tigres de Cartagena      | 4  | 5  | 9  | 0,444 | 1,0 |

|  | Clasificados al play off final |
|  | Eliminados.                    |

- Se realizó un sorteo debido al triple empate en el Round Robin por lo que Caimanes clasificó directo a la final mientras Leones y Tigres debieron enfrentarse en un juego extra en el Estadio Once de Noviembre de Cartagena de Indias.[2]

### Programación
| Tigres   | 3 : 4  | Caimanes | Estadio Tomás Arrieta, Barranquilla  | 3 de enero  | 17:00 |
| Caimanes | 3 : 9  | Leones   | Estadio 18 de Junio, Montería        | 4 de enero  | 16:00 |
| Tigres   | 3 : 7  | Leones   | Estadio 18 de Junio, Montería        | 5 de enero  | 19:00 |
| Caimanes | 11 : 1 | Tigres   | Estadio Once de Noviembre, Cartagena | 6 de enero  | 19:30 |
| Leones   | :      | Tigres   | Estadio Once de Noviembre, Cartagena | 7 de enero  | 19:30 |
| Leones   | 5 : 4  | Caimanes | Estadio Tomás Arrieta, Barranquilla  | 8 de enero  | 19:00 |
| Tigres   | 6 : 1  | Caimanes | Estadio Tomás Arrieta, Barranquilla  | 9 de enero  | 19:00 |
| Leones   | 1 : 9  | Caimanes | Estadio Tomás Arrieta, Barranquilla  | 10 de enero | 16:00 |
| Leones   | 3 : 11 | Tigres   | Estadio Once de Noviembre, Cartagena | 11 de enero | 00:00 |
| Caimanes | 2 : 4  | Tigres   | Estadio Once de Noviembre, Cartagena | 12 de enero | 16:00 |
| Caimanes | 4 : 2  | Leones   | Estadio 18 de Junio, Montería        | 13 de enero | 00:00 |
| Tigres   | 6 : 5  | Leones   | Estadio 18 de Junio, Montería        | 14 de enero | 19:00 |

| Leones | 4 : 2 | Tigres | Estadio Once de Noviembre, Cartagena | 15 de enero | 19:30 |

## Play Off Final
Se disputaron 7 juegos del 17 al 25 de enero del 2009.
| Pos | Equipo                   | JG | JP | JJ | AVG.  | Dif |
| --- | ------------------------ | -- | -- | -- | ----- | --- |
| 1.  | Caimanes de Barranquilla | 4  | 3  | 7  | 0,571 | --- |
| 2.  | Leones de Montería       | 3  | 4  | 7  | 0,429 | 1   |

|  | Campeón    |
|  | Subcampeón |

### Serie
| Serie Final LCBP de 2008/09 Leones de Montería 3–4 Caimanes de Barranquilla |          |                       |                 |                       |
| Juego                                                                       | Fecha    | Resultado             | Serie (LEO-CAI) | Lugar                 |
| 1                                                                           | Enero 17 | Leones 6, Caimanes 7  | 0–1             | Estadio Tomás Arrieta |
| 2                                                                           | Enero 18 | Leones 6, Caimanes 5  | 1–1             | Estadio Tomás Arrieta |
| 3                                                                           | Enero 20 | Caimanes 4, Leones 7  | 2–1             | Estadio 18 de Junio   |
| 4                                                                           | Enero 21 | Caimanes 8, Leones 2  | 2–2             | Estadio 18 de Junio   |
| 5                                                                           | Enero 22 | Caimanes 2, Leones 4  | 3–2             | Estadio 18 de Junio   |
| 6                                                                           | Enero 24 | Leones 2, Caimanes 9  | 3–3             | Estadio Tomás Arrieta |
| 7                                                                           | Enero 25 | Leones 7, Caimanes 10 | 3–4             | Estadio Tomás Arrieta |

| Colombia                                      |
| Campeón Caimanes de Barranquilla Sexto título |

## Los Mejores
- Temporada regular[4]

### Bateadores
| Promedio de bateo (BA) | Promedio de bateo (BA)  | Promedio de bateo (BA) |
| ---------------------- | ----------------------- | ---------------------- |
| 1                      | Reinaldo Rodriguz (LEO) | .378                   |
| 2                      | Juan Camilo (CAI)       | .362                   |
| 3                      | Donovan Solano (CAI)    | .353                   |

| Carreras anotadas (R) | Carreras anotadas (R)    | Carreras anotadas (R) |
| --------------------- | ------------------------ | --------------------- |
| 1                     | Donovan Solano (CAI)     | 44                    |
| 2                     | Reinaldo Rodríguez (LEO) | 37                    |
| 3                     | Juan Camilo (CAI)        | 35                    |

| Carreras impulsadas (RBI) | Carreras impulsadas (RBI) | Carreras impulsadas (RBI) |
| ------------------------- | ------------------------- | ------------------------- |
| 1                         | Brent Metheny (LEO)       | 33                        |
| 2                         | Carlos Villalobos (CAI)   | 30                        |
| 3                         | Donovan Solano (CAI)      | 29                        |

| Bases Robadas (SB) | Bases Robadas (SB)      | Bases Robadas (SB) |
| ------------------ | ----------------------- | ------------------ |
| 1                  | Luis Durango (IND)      | 26                 |
| 2                  | Anthony Seratelli (CAR) | 19                 |
| 3                  | Shane Rodriguez (TOR)   | 11                 |

| Jonrones (HR) | Jonrones (HR)        | Jonrones (HR) |
| ------------- | -------------------- | ------------- |
| 1             | Argelis Nuñez (CAI)  | 7             |
| 2             | Brent Methany (LEO)  | 7             |
| 3             | Henry Calderon (LEO) | 6             |

| Hits (H) | Hits (H)             | Hits (H) |
| -------- | -------------------- | -------- |
| 1        | Donovan Solano (CAI) | 67       |
| 2        |                      |          |
| 3        |                      |          |

| Dobles (2B) | Dobles (2B)              | Dobles (2B) |
| ----------- | ------------------------ | ----------- |
| 1           | Reinaldo Rodriguez (LEO) | 17          |
| 2           | Donovan Solano (CAI)     | 14          |
| 3           | Brent Methany (LEO)      | 11          |

| Triples (3B) | Triples (3B)           | Triples (3B) |
| ------------ | ---------------------- | ------------ |
| 1            | Juan Camilo (CAI)      | 4            |
| 2            | Steve Brown (CAI)      | 3            |
| 3            | Carlos Willougby (LEO) | 3            |

### Lanzadores
| Juegos Ganados (W) | Juegos Ganados (W)    | Juegos Ganados (W) |
| ------------------ | --------------------- | ------------------ |
| 1                  | Ryan Knipschild (TIG) | 6-1 (0.857)        |
| 2                  | Julio Santiago (CAI)  | 5-1 (0.833)        |
| 3                  | Dorian Castro (CAI)   | 4-1 (0.800)        |

| Efectividad (ERA) | Efectividad (ERA)     | Efectividad (ERA) |
| ----------------- | --------------------- | ----------------- |
| 1                 | Ryan Knipschild (TIG) | 2.30              |
| 2                 | Carlos Laudeth (TOR)  | 3.00              |
| 3                 | Yesid Salazar (TOR)   | 3.17              |

| Ponches (SO) | Ponches (SO)         | Ponches (SO) |
| ------------ | -------------------- | ------------ |
| 1            | Manuel Basilio (LEO) | 53           |
| 2            | Yesid Salazar (TOR)  | 51           |
| 3            | Julio Santiago (CAI) | 46           |

| Juegos Salvados (SV) | Juegos Salvados (SV) | Juegos Salvados (SV) |
| -------------------- | -------------------- | -------------------- |
| 1                    | Miguel Gomez (LEO)   | 12                   |
| 2                    | Robert Romero (CAI)  | 11                   |
| 3                    | David Trahan (TIG)   | 10                   |

### Jugador más Valioso - Premio "Orlando Ramírez"
| Ganador            | Equipo   | Pos. | Fase              |
| ------------------ | -------- | ---- | ----------------- |
| Reinaldo Rodríguez | Leones   | 1B   | Temporada regular |
| Juan Camilo        | Caimanes | RF   | Final             |